# Amarillo monoazo
El amarillo monoazo, también llamado amarillo monoazoico, amarillo 5GX arilado y amarillo Hansa, es un pigmento utilizado principalmente en pintura artística.
Este pigmento se incluye en el grupo de los llamados «amarillos Hansa», todos los cuales son derivados del alquitrán que se fabrican a partir de la acetoacetanilida.

## Denominación en elÍndice internacional del color
- Pigment Yellow 74, PY 74
- CI 11741[2]

## Composición
El amarillo monoazo es un pigmento sintético
orgánico, monoazoico, de fórmula química C18H18N4O6 (4-nitro-o-anisidina diazoada acoplada con o-aceto acetanisidina).

## Propiedades y usos
Utilizado en pintura da un color amarillo claro, considerado superior a los amarillos de cadmio en brillo, poder de tinción e intensidad. Muchas marcas de pinturas de uso artístico lo incluyen en la composición de sus colores, ya sea solo o combinado con otros pigmentos.
Es compatible con casi todos los medios y técnicas: óleo, acrílico, acuarela, aguada, temple, encáustica, fresco, pastel. No se le considera tóxico, pero se recomienda no inhalarlo.